# Антоній (Паканич)
Митрополит Анто́ній (в миру Паканич Іван Іванович; 25 серпня 1967, с. Чумальово, Тячівський район, Закарпатська область, Українська РСР) — церковний діяч в Україні, архієрей УПЦ (МП) з 2006 року, митрополит Бориспільський, вікарій Київської митрополії. В 2007—2017 роках — ректор Київських духовних академії і семінарії. З 2012 року — керівник справами УПЦ (МП), постійний член Синоду РПЦвУ.
У 2012 році — голова Відділу зовнішніх церковних зв'язків УПЦ (МП). З 2008 по 2012 роки — голова Учбового комітету при Священному Синоді УПЦ (МП). З 2007 по 2008 і з 2009 по 2010 роки — голова Синодальної богословсько-канонічної комісії. З 2009 року — член Президії Міжсоборної присутності РПЦ, з 2010 року — голова Комісії Міжсоборної присутності з питань духовної освіти та релігійної просвіти.
Митрополит Антоній відомий як один з помітних українських православних богословів, спеціаліст у галузі біблеїстики та один з авторів реформи духовної освіти в УПЦ (МП). З 2018 року — фігурант сайту «Миротворець».

## Життєпис
Народився 25 серпня 1967 в селі Чумальово Тячівського району Закарпатської області в селянській родині. У 1982 році закінчив Чумальовську восьмирічну, а в 1984 — Драговську середню школу.
З 1981 по 1985 роки ніс послух старшого іподиякона єпископів Мукачівських Сави і Дамаскіна. З 1985 по 1987 рік служив в Радянській армії.
З 1988 по 1992 роки навчався у Московській духовній семінарії. У цей час ніс послух іподиякона ректорів МДА архієпископа Олександра і єпископа Філарета.
4 січня 1994 року ректором Московської духовної академії і семінарії єпископом Дмитровським Філаретом пострижений у чернецтво з ім'ям Антоній на честь преподобного Антонія Печерського. 18 лютого 1994 року патріархом Московським і всієї Русі Алексієм II висвячений на ієродиякона, 7 жовтня того ж року — на ієромонаха.
З 1 вересня по 31 грудня 1994 року працював секретарем-референтом ректора МДАіС.
У 1995 році закінчив Московську духовну академію. За наукову працю на тему «Послання святого апостола Павла до Римлян у російській біблеїстиці» здобув учений ступінь кандидата богослов'я. Залишився викладати в МДА. З 14 червня по 31 серпня 1995 року був помічником інспектора МДА; з 1 січня 1996 року по 9 вересня 2002 року — помічником ректора МДА з представницької роботи й завідувачем Церковно-археологічного кабінету.
На Пасху 1999 року патріархом Московським Алексієм II зведений у сан ігумена.
9 вересня 2002 року, відповідно до поданого прохання, направлений на служіння в Україну. 26 жовтня 2002 року призначений керівником Інформаційно-просвітницького центру Києво-Печерської лаври. 11 травня 2003 року став завідувачем Канцелярії Київської митрополії УПЦ (МП).
У Хрестопоклонну неділю 14 березня 2004 року митрополитом Київським Володимиром зведений у сан архімандрита.
У жовтні 2005 року брав участь у роботі третього Всесвітнього громадського форуму «Діалог цивілізацій» на острові Родос в Греція.
Рішенням Священного Синоду Української православної церкви Московського Патріархату від 22 листопада 2006 року призначений єпископом Бориспільським, вікарієм Київської митрополії УПЦ (МП).
26 листопада, у день пам'яті святителя Івана Золотоустого, за недільною Службою Божою в Трапезному храмі Києво-Печерської лаври митрополитами Київський і всієї України Володимиром, Чернівецьким і Буковинським Онуфрієм, архієпископами Тернопольським і Кременецьким Сергієм, Львівським і Галицьким Августином, Херсонським і Таврійським Іоаном, Вишгородським Павлом, Переяслав-Хмельницьким Митрофаном, Полтавським і Кременчуцьким Филипом, єпископами Житомирським і Новоград-Волинським Гурієм, Білоцерківським і Богуславським Серафимом, Чернігівським і Ніжинським Амвросієм, Васильківським Лукою та Святогірським Арсенієм висвячений на єпископа Бориспільського.
Рішенням Священного Синоду УПЦ (МП) від 31 травня 2007 року призначений ректором Київських духовних академії і семінарії.
Однак уже перші результати роботи Антонія на посаді ректора академії викликали негативний резонанс серед блогерів УАПЦ, зокрема — з боку священика УАПЦ Михайла Семківа, який закидав новому ректору низку порушень та зловживань.
Рішенням Священного Синоду УПЦ (МП) від 14 листопада 2007 року призначений головою Синодальної канонічно-богословської комісії УПЦ МП. На Соборі єпископів УПЦ (МП) 21 грудня 2007 року, що проходив у Києво-Печерській лаврі, єпископ Антоній очолював робочу групу з підготовки змін до Статуту УПЦ (МП).
Указом Президента України від 24 березня 2008 року (№ 256/2008) був уведений до складу організаційного комітету з підготовки святкування 1020-ліття Хрещення Київської Русі. Постановою Кабінету Міністрів України від 23 квітня 2008 року (№ 419) уведений до складу наглядової ради Національного Києво-Печерського історико-культурного заповідника.
Рішенням Священного Синоду УПЦ (МП) від 8 травня 2008 року був звільнений з посади голови Канонічно-богословської комісії і призначений головою Навчального комітету при Синоді.
24 вересня 2008 року возведений у сан архієпископа.
27 травня 2009 року увійшов до складу Комісії зі створення Міжсоборної присутності Російської православної церкви.
27 липня 2009 року призначений членом Міжсоборної присутності і її Президії.
Під час першого засідання Президіуму Міжсоборної присутності УПЦ (МП) 29 січня 2010 року призначений головою Комісії з питань духовної освіти та релігійної просвіти.
Рішенням Священного Синоду МП від 9 вересня 2009 року знову призначений головою Богословсько-канонічної комісії при Священному Синоді УПЦ МП та включений до складу Синодальної комісії УПЦ (МП) із діалогу з УАПЦ та до складу робочої групи з підготовки діалогу з представниками УПЦ (КП).
Рішенням Синоду від 2 грудня 2010 року звільнений з посади голови Синодальної Богословсько-канонічної комісії.
Під час хвороби митрополита Київського Володимира (Сабодана) 21 лютого 2012 року Священний Синод під головуванням митрополита Одеського Агафангела (Саввіна) призначив архієпископа Антонія головою Відділу зовнішніх церковних зв'язків УПЦ (МП) замість Олександра (Драбинка), секретаря і «правої руки» митрополита Володимира.
8 травня, на першому засіданні Синоду під головуванням предстоятеля після його хвороби, Антонія було звільнено з посади голови Відділу зовнішніх церковних зв'язків і призначено керівником справами УПЦ (МП) та постійним членом Священного Синоду МП. Одночасно, архієпископу, як керівникові справами Церкви, було надано додаткові повноваження, не передбачені Статутом: нагляду за діяльністю синодальних установ, уповноважене представництво предстоятеля УПЦ в державних, громадських та церковних заходах, відповідальності за міжхристиянські та міжрелігійні відносини. Того ж дня митрополит Володимир призначив Антонія першим вікарієм Київської митрополії. За оцінками експертів, після цих призначень владика став ключовою управлінською фігурою УПЦ (МП) і, фактично, «церковним прем'єром».
20 липня того ж року Синод звільнив архієпископа з посади голови Навчального комітету.

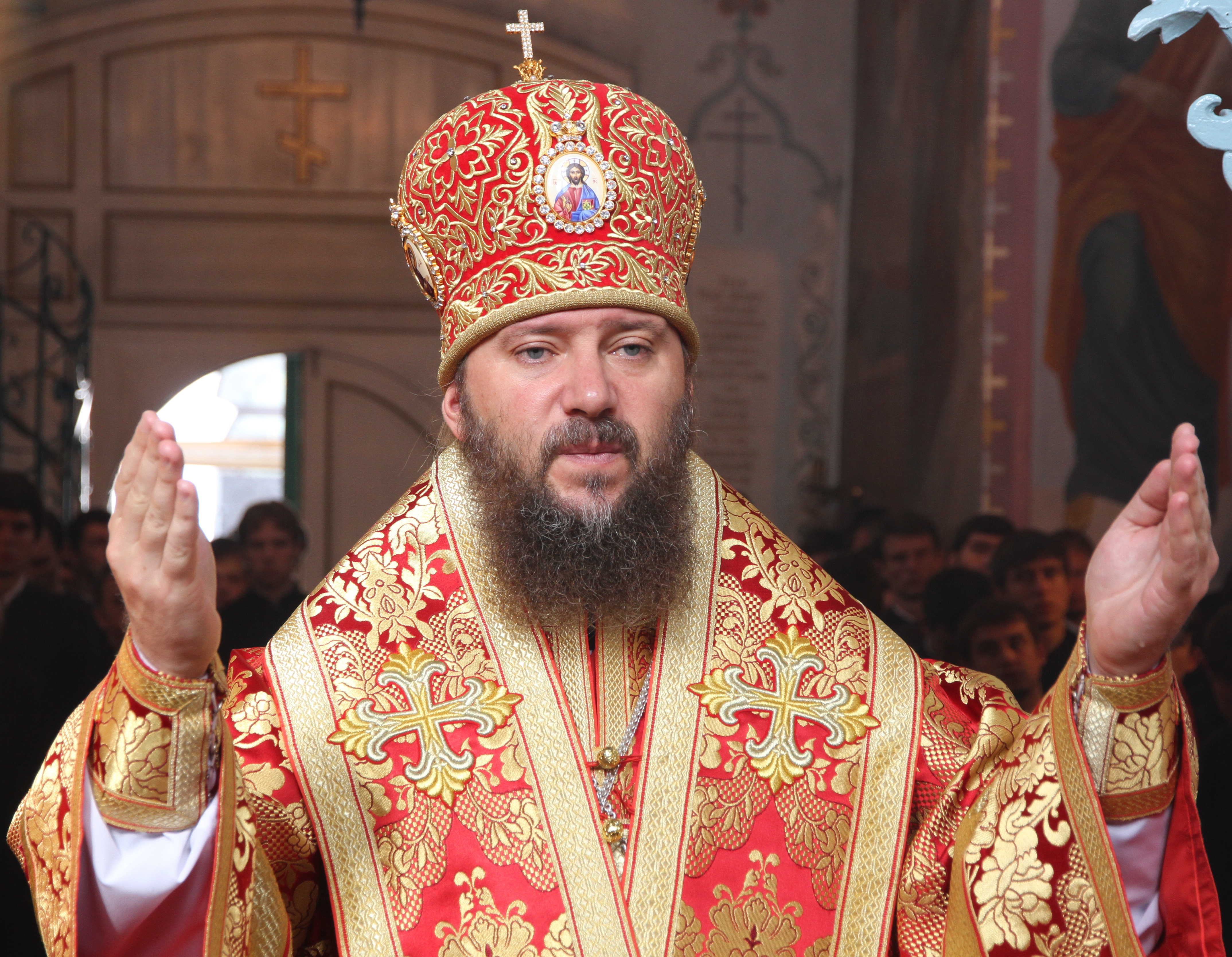
На літургії в Академічному храмі Різдва пресвятої богородиці з нагоди дня пам'яті апостола Івана Богослова (2014)

19 січня 2013 року зведений у сан митрополита.
Митрополит Антоній очолив делегацію української філії російської церкви на Архієрейському соборі РПЦ 2-5 лютого 2013 року в Москві, він також увійшов до складу редакційної комісії собору, виголосив доповідь митрополита Київського Володимира про життя УПЦ (МП) і взяв участь у підсумковій прес-конференції.
8 травня 2015 року на урочистому засіданні Верховної Ради України, присвяченому 70-й річниці перемоги над нацизмом в Європі, у складі представників від УПЦ (МП) разом з Онуфрієм та Архієпископом Іоною (Черепанов) демонстративно відмовився встати на знак вшанування воїнів АТО.
Наприкінці 2019 року прокоментував рішення деяких священників МП не згадувати за богослужінням патріарха РПЦ Кирила: «Ще з 90-х років склалася практика: якщо поминання патріарха може призвести до якихось суперечок чи протистоянь, священнику дозволяється його не поминати. До речі, на це було отримано благословення Святішого патріарха Алексія ІІ. Тобто норма нашої церкви поминати патріарха, але мир понад усе, щоби не було провокацій та протистоянь. Це найголовніше. Тому, що у нашій церкві є люди різних вподобань, але якщо це питання на даний момент для когось є проблемним, надивилися телебачення, начиталися преси, наприклад, не можуть відокремити політику від релігійного життя, тоді на якийсь час дозволяється відхилення від норм».
У грудні 2019 року заявив, що після зміни влади в Україн (приходу Зеленського), «жити стало легше».
У грудні 2022 року проти нього та шести інших діячів РПЦвУ було запроваджено персональні санкції терміном на 5 років.
У 2023 році заявив про ведення діалогу з "профанарською" фракцією ПЦУ.

## Нагороди
- Орден «За заслуги» II ст. (30 листопада 2013) — за значний особистий внесок у соціально-економічний, науково-технічний, культурно-освітній розвиток Української держави, вагомі трудові досягнення, багаторічну сумлінну працю[28]
- Орден «За заслуги» III ст. (22 липня 2008) — за вагомий особистий внесок у розвиток духовності в Україні, багаторічну плідну церковну діяльність та з нагоди 1020-річчя хрещення Київської Русі[29]

11 грудня 2022 року рішенням РНБО «Про застосування персональних спеціальних економічних та інших обмежувальних заходів (санкцій)» на 5 років позбавлений державних нагород України, інших форм відзначення.
- Орден Дружби (РФ, 11 липня 2013) — за великий внесок у розвиток дружніх відносин між народами і зміцнення духовних традицій[31]

Архієпископ Антоній нагороджений такими церковними нагородами:
- Орден преподобних Антонія і Феодосія Печерських першого ступеня (09 листопада 2015) — за особисті заслуги у справі розвитку та зміцнення міжцерковних відносин піднесення авторитету та ролі Церкви в житті суспільства. [Архівовано 4 березня 2016 у Wayback Machine.]
- Орден преподобного Нестора Літописця I ступеня
- Орден святої рівноапостольної Марії Магдалини II ступеня (Польська православна церква)

## Санкції
Іван Паканич є підсанкційною особою — 11 грудня 2022 року Паканич доданий до санкційного списку України.

## Праці
Митрополит Антоній відомий як один з помітних українських православних богословів, спеціаліст у галузі біблеїстики. Є діячем духовної освіти — один з авторів освітньої реформи в УПЦ МП.
Автор богословської статті про автокефалію, де критикує деякі підходи, пов'язані з цим поняттям (зокрема, погляд на автокефалію як на «незалежність», «розрив» і «від'єднання»).

### Богословські праці
- Послание святого апостола Павла к Римлянам в отечественной библейской науке с отдельными экскурсами в западную библеистику. — Киев: Издательский отдел УПЦ, 2009.
- Поместные Церкви и церковное единство. Несколько слов о церковной автокефалии // Труди Київської Духовної Академії. — № 8. — 2008.
- Отношение православных к «смысловому» переводу Библии // Труди Київської Духовної Академії. — № 9. — 2008.
- Перспективи розвитку духовної освіти в Україні // Труди Київської Духовної Академії. — № 9. — 2008.
- Православна відповідь на виклик кризи сучасного суспільства // Труди Київської Духовної Академії. — № 10. — 2009.
- Повод и цель написания Послания апостола Павла к Римлянам // Труди Київської Духовної Академії. — № 10. — 2009.
- Висновок Богословсько-канонічної комісії при Священному Синоді Української Православної Церкви з питання абортів та визнання одностатевих шлюбів (21 січня 2010).

### Публіцистика
- Предательство Иуды Искариотского (Апокриф «Евангелие от Иуды») // Україна Православна. — Травень, 2006. — http://www.pravoslavye.org.ua/index.php?r_type=article&action=fullinfo&id=11042 [Архівовано 11 жовтня 2007 у Wayback Machine.].
- Изменения в Уставе должны отобразить нынешнее состояние УПЦ // Церковная газета. № 25 (201). — Грудень, 2007.
- Игры в религию приводят к психическим расстройствам // Православие в Украине. — Листопад, 2008.
- Священников и врачей нельзя учить заочно // Фома. — Жовтень, 2009.
- Будь-яка людина церкви — солдат // Україна. — № 3, 2009.